# 大通街道
大通街道，是中华人民共和国安徽省淮南市大通区下辖的一个乡镇级行政单位。

## 行政区划
大通街道下辖以下地区：
远望社区、站后社区、居北社区、居南社区和矿南社区。